# Giuliano de’ Medici
Giuliano de’ Medici (Firenze, 1453. október 28. vagy 1453. október 25. – Firenzei dóm, 1478. április 26.) Firenze signoréja fivérével, Lorenzóval (1469. december 2. és 1478. április 26. között).

## Életrajza

### Családja
Piero di Cosimo de’ Medici (más néven a Köszvényes Piero) (1416–1469) és Lucrezia Tornabuoni (1427–1482) fia, Lorenzo de’ Medici (közkeletű nevén Lorenzo il Magnifico) (1449–1492) öccse. Fioretta Gorinitől született, Giulio (1478–1534) nevű törvénytelen gyermekét 1523-ban választották meg az egyházi állam élére VII. Kelemen néven.

### Élete
Neveléséről előbb Gentile Becchi († 1497) – latintudós és diplomata – gondoskodott, majd Cristoforo Landino (1424–1498), később pedig Marsilio Ficino (1433–1499).  16 éves mikor apja meghalt, s átvette – fivérével – annak helyét Firenze politikájában. Giuliano köztársasági érzelmű volt és ennek megfelelően életmódjában egyszerű volt, hacsak tehette a fényt és pompát kerülte.

### Halála
A firenzeiket sokkolta az 1478. április 26-án – a Pazzi-összeesküvés keretein belül – végrehajtott merénylet, mely során a Santa Maria del Fiore székesegyházban celebrált húsvéti ünnepi szentmisén mészárolta le Giulianót az oltár előtt Bernardo Bandini (1420–1479) és Francesco de’ Pazzi (1444–1478). Az ezt követő véres bosszúhadjáratban mintegy 80 ember lelte halálát, köztük ártatlanok is. Giulianót a Mennybemenetel ünnepén temették el a San Lorenzo-templom Régi Sekrestyéjében, abban a porfírszarkofágban, amelyet ő és testvére apjuk és nagybátyjuk emlékére rendeltek Verrocchiotól.